# أدوبي كريتيف كلاود
أدوبي كريتيف كلاود (بالإنجليزية: Adobe Creative Cloud)‏ عبارة عن مجموعة من التطبيقات والخدمات المقدمة من شركة أدوبي.
والتي تتيح للمشتركين الوصول إلى مجموعة من البرامج المستخدمة في تصميم الرسوم وتحرير الفيديو وتطوير الويب والتصوير الفوتوغرافي بالإضافة إلى مجموعة من تطبيقات الهاتف المحمول وكذلك بعض الخدمات السحابية الاختيارية، في كريتيف كلاود، يتم تقديم خدمة اشتراك شهرية أو سنوية عبر الإنترنت، ويتم تنزيل البرامج من كريتيف كلاود من الإنترنت وتثبيتها مباشرة على كمبيوتر محلي واستخدامها طالما ظل الاشتراك صالحًا.

## التاريخ
تم استضافة كريتيف كلاود في البداية على خدمات أمازون ويب، ولكن اتفاقية جديدة مع مايكروسوفت تتضمن البرنامج، بدءًا من إصدار 2017، المستضاف على مايكروسوفت أزور.
في السابق، قدمت أدوبي منتجات فردية بالإضافة إلى مجموعات برامج تحتوي على العديد من المنتجات (مثل أدوبي كريتيف سويت أو أدوبي ليرننق سويت [الإنجليزية]) بترخيص برنامج دائم.
في أكتوبر 2011، أعلنت أدوبيعن كريتيف كلاود لأول مرة.
تم إصدار إصدار آخر من أدوبي كريتيف سويت في العام التالي.
في 6 مايو 2013، أعلنت أدوبي أنها لن تطلق إصدارات جديدة من كريتيف سويت وأن الإصدارات المستقبلية من برنامجها ستكون متاحة فقط من خلال أدوبي كريتيف كلاود.
في 17 يونيو 2013، تم إصدار الإصدارات الجديدة الأولى التي تم إنشاؤها فقط لـ كريتيف كلاود.

## التطبيقات والخدمات الحالية
يحتفظ أدوبي كريتيف كلاود بالعديد من ميزات كريتيف سويت ويقدم ميزات جديدة ؛ قبل كل شيء هو التوافر الفوري للترقيات، والحفظ في السحابة، والمشاركة الأسهل.
في يونيو 2014، أعلنت الشركة عن 14 إصدارًا جديدًا من أدوات سطح المكتب الأساسية كريتيف كلاود، وأربعة تطبيقات جوال جديدة.

### الحزم
تقدم أدوبي أربعة مستويات من خدمة اشتراك كريتيف كلاود للأفراد (هناك أنواع أخرى للأعمال والمدارس):
التصوير الفوتوغرافي، الذي يحتوي على بعض الميزات المتعلقة بالتصوير في أدوبي كريتيف كلاود.
التطبيق الفردي، الذي يحتوي على جميع ميزات كريتيف كلاود بالإضافة إلى الوصول إلى تطبيق واحد من اختيار المستخدم في المجموعة من قائمة تضم 11 تطبيقًا محددًا.
جميع التطبيقات، الطبقة الرئيسية من كريتيف كلاود التي تحتوي على جميع ميزات كريتيف كلاود بالإضافة إلى الوصول إلى جميع التطبيقات داخل المجموعة.

### سطح المكتب والجوال وخدمات الويب
يحتوي ما يلي على الخدمات الموجودة في كريتيف كلاود.
| اسم التطيبق                    | أحدث إصدار رئيسي    | متوفر في                                                                            | نظام التشغيل المدعوم              |
| ------------------------------ | ------------------- | ----------------------------------------------------------------------------------- | --------------------------------- |
| أدوبي أكروبات                  | DC                  | الباقة المستقلة كريتيف سويت كريتيف كلاود مجموعة الاتصال الفني من أدوبي [الإنجليزية] | Windows، macOS، Android، iOS، ويب |
| أدوبي أيرو                     | غ/م                 | الباقة المستقلة كريتيف سويت                                                         | Windows، macOS، Android، iOS      |
| أدوبي أفتر إفكتس               | CC 2021 (v 18.0)    | الباقة المستقلة كريتيف سويت كريتيف كلاود                                            | Windows، macOS                    |
| أدوبي أنيميت                   | CC 2021 (21.0.1)    | الباقة المستقلة كريتيف سويت كريتيف كلاود أدوبي ليرننق سويت [الإنجليزية]             | Windows، macOS                    |
| أدوبي أوديشن                   | CC 2021 (v 14.0)    | الباقة المستقلة كريتيف سويت كريتيف كلاود أدوبي ليرننق سويت [الإنجليزية]             | Windows، macOS                    |
| بيهانس                         | غ/م                 |                                                                                     | Android، iOS، ويب                 |
| أدوبي بريدج                    | CC 2020 (v 11.0.1)  | أدوبي فوتوشوب كريتيف سويت كريتيف كلاود أدوبي ليرننق سويت [الإنجليزية]               | Android، iOS                      |
| Capture                        |                     | الباقة المستقلة كريتيف كلاود                                                        | Android، iOS                      |
| أدوبي كاركتر أنيميتور          | CC (2020)           | الباقة المستقلة كريتيف كلاود                                                        | Windows، macOS                    |
| Color (formerly Kuler)         | غ/م                 | الباقة المستقلة كريتيف كلاود                                                        | ويب                               |
| Comp                           |                     | الباقة المستقلة كريتيف كلاود                                                        | Android، iOS                      |
| كريتيف كلاود                   | غ/م                 | الباقة المستقلة كريتيف كلاود                                                        | Windows، macOS، Android، iOS، ويب |
| أدوبي ديمنشن                   |                     | الباقة المستقلة كريتيف كلاود                                                        | Windows، macOS                    |
| أدوبي دريمويفر                 | CC 2021 (21.1)      | الباقة المستقلة كريتيف سويت كريتيف كلاود أدوبي ليرننق سويت [الإنجليزية]             | Windows، macOS                    |
| أدوبي كريتيف سويت              | غ/م                 | الباقة المستقلة كريتيف سويت كريتيف كلاود                                            | Windows، macOS                    |
| ExtendScript Toolkit           | CC                  | الباقة المستقلة كريتيف كلاود                                                        | Windows، macOS                    |
| أدوبي فونتس                    | غ/م                 | الباقة المستقلة كريتيف كلاود                                                        | ويب                               |
| أدوبي فريسكو [الإنجليزية]      | 2.0.3               | الباقة المستقلة كريتيف كلاود                                                        | Windows، macOS، iOS               |
| أدوبي إليستريتور               | CC 2021 (v 25.2.1)  | الباقة المستقلة كريتيف سويت كريتيف كلاود                                            | Windows، macOS، iOS               |
| أدوبي إنكوبي                   | CC 2020 (v. 16.0.1) | الباقة المستقلة كريتيف سويت كريتيف كلاود                                            | Windows، macOS                    |
| أدوبي إنديزاين                 | CC 2021 (16.2)      | الباقة المستقلة كريتيف سويت كريتيف كلاود                                            | Windows، macOS                    |
| أدوبي فوتوشوب لايت رووم        | CC (v 4.2)          | الباقة المستقلة كريتيف سويت كريتيف كلاود                                            | Windows، macOS، Android، iOS، ويب |
| أدوبي فوتوشوب                  | 2021 (22.3)         | الباقة المستقلة كريتيف سويت كريتيف كلاود أدوبي ليرننق سويت [الإنجليزية]             | Windows، macOS، ويب               |
| Portfolio                      | غ/م                 |                                                                                     | ويب                               |
| أدوبي بريلود                   | CC                  |                                                                                     |                                   |
| أدوبي بريمير برو               | CC (2021) (v 15.0)  | الباقة المستقلة كريتيف سويت كريتيف كلاود                                            | Windows، macOS                    |
| Premiere Rush                  | CC (2020)           | الباقة المستقلة كريتيف سويت كريتيف كلاود                                            | Windows، macOS                    |
| أدوبي كريتيف كلاود اكسبريس     | 1.0                 | الباقة المستقلة كريتيف كلاود                                                        | Android، iOS، ويب                 |
| أدوبي سبارك فيديو [الإنجليزية] | 2.1.4               | الباقة المستقلة كريتيف كلاود                                                        | ويب                               |
| أدوبي XD                       | 38.0.12             | الباقة المستقلة كريتيف كلاود                                                        | Windows، macOS                    |

### أدوات المساعد المخفية
Adobe IPC Broker هو تطبيق مرفق مع كريتيف كلاود يعمل في الخلفية. يدير هذا البرنامج المخفي عملية تدمج العديد من تطبيقات كريتيف كلاود مثل أدوبي فوتوشوب أو أدوبي إليستريتور.

## منتجات تم ايقاف انتاجها
أدوبي ديمنشن، أداة عرض وتصميم ثلاثي الأبعاد. تم استبداله بـ Adobe Substance 3D Stager، والذي لم يتم تضمينه في خطة كريتيف كلاود ويجب شراؤه بشكل منفصل.
Adobe Flash Builder [الإنجليزية].
Flash Professional تم استبداله بـ Adobe Animate
Adobe Fuse، هو تطبيق رسوم متحركة ثلاثي الأبعاد تم تطويره في الأصل بواسطة ميكسامو. تم الحصول عليها من قبل أدوبي في يونيو 2015 وتم إيقافها أثناء الاختبار التجريبي.
Ideas CC هو تطبيق لوحة رسم رقمي للجوال يتيح لك التصميم في أي مكان تقريبًا باستخدام المتجهات والطبقات وسمات الألوان.
Kuler CC، الذي أطلق عليه لاحقًا Adobe Color CC، تطبيقًا لتخصيص الألوان للأجهزة المحمولة. تم تطويره وتسويقه بواسطة أدوبي من خلال Adobe Creative Cloud.
Adobe Muse، هو منشئ مواقع الويب غير المتصل بالإنترنت الذي تم إيقاف استخدامه.
Premiere Clip، هو برنامج تحرير فيديو يستند إلى جدول زمني على منصة متنقلة.
Preview CC، هو تطبيق لمعاينة تصميمات الأجهزة المحمولة.
Adobe Scout [الإنجليزية]، هي أداة إنشاء ملفات تعريف لملفات Flash SWF.
Adobe Story [الإنجليزية] عبارة عن تطبيق عبر الإنترنت لكتابة السيناريو والأفلام / البرامج التلفزيونية والذي يتكامل مع عائلة Premiere Pro. يسمح للمستخدمين بإنشاء نصوص أفلام لأفلامهم.
Adobe Voco [الإنجليزية] هو برنامج غير مُصدر لتحرير الصوت وإنشاء نموذج أولي بواسطة أدوبي يتيح تحرير الصوت وتوليده.

## وصلات خارجية
- الموقع الرسمي